# TV 야마구치
TV 야마구치는 1970년 4월 1일 야마구치현의 2번째 민영방송국으로 개국했다.
약칭은 tys, 콜사인은 JOLI-DTV이다.

## 개요
- 예전에는 '깨끗한 화면, 즐거운 프로그램'이라는 캐치 프레이즈를 사용하고 있었다.
- 원래는 방송국명을 야마구치 중앙TV(YCT)로 하려 했었다.

## 연혁
후술네트워크 변천사도 참조.
- 1969년 4월 1일 - 회사 설립.
- 1969년 9월 2일 - 회사명을 TV 야마구치(TYS)로 변경.
- 1969년 12월 25일 - 서비스 방송 개시.
- 1970년 4월 1일 - JNN(TBS 계열)·FNS(후지 텔레비전 계열)·NET-TV(현：TV 아사히)와 트리플 크로스 네트워크 관계를 맺으며 개국.타 방송 네트워크 중복가입을 금지한 JNN 배타 협정 때문에 FNN에는 가맹하지 못하고 ANN은 일반 프로그램만 네트워크 계약을 체결.
- 1978년 10월 1일 - TV 아사히계 프로그램을 야마구치 방송과 교환(사실상의 네트워크 교환)하면서 JNN/FNS 크로스 네트워크 체제로 이행했고 편성 개편은 1978년 10월과 1979년 4월 두 번에 걸쳐 행해졌다.
- 1987년 9월 30일 - 이 날을 기점으로 FNS를 탈퇴하면서 TBS 완전가맹국이 되었다.[1]
- 1989년 12월 21일 - 음성다중방송 개시.
- 2000년 3월 31일 - FNS 네트워크 프로그램 동시 방송 종료(시간차방송은 현재까지 계속).
- 2006년 5월 1일 - 지상파 디지털 텔레비전 시험 방송 개시.
- 2006년 10월 1일 - 지상파 디지털 텔레비전 방송 개시.
- 2011년 7월 24일 - 지상파 아날로그 텔레비전 방송 종료

## 네트워크 변천사

### 개국 당초
개국당시 tys사장은 개국 동의서에 네트워크는 크로스넷 형식으로 한다고 적었으나 야마구치 방송(KRY)이 이미 니혼TV계열국이여서 도쿄방송(이하, TBS), 후지 TV(이하, 후지), NET-TV(이하, NET) 3국이 네트워크 대상국으로 선택 되었다.
당시 후지 TV는 간사이 TV 방송과 같이 새 계열국 만들기에 적극적이었지만 TBS는 현 동부를 주고쿠 방송, 현 서부를 RKB 마이니치 방송으로 커버할 수 있었기 때문에 개국에 소극적이었다.
1969년 10월 22일 네트워크 계열을 확정하면서 뉴스는JNN, 프로그램은 고시청률에 건전한 프로그램을 네트워크로 연결하면서 자사 제작 프로그램을 방송하기로 결정했다.
1970년 4월 1일·개국시 네트워크 프로그램의 비율
- TBS 35%
- 후지 22%
- NET 10%
- 로컬+그 외 33%

### 크로스넷 방송국 전환
1978년 7월 JNN 협정과 더불어 뉴스 네트워크 합의에 의해 전국아사히방송(현·TV 아사히.이하, ANB)에서 네크워크 해지 통고가 있었고 이로 인해 TV아사히 프로그램이 1978년 10월과 1979년 4월 2차례에 걸쳐 KRY로 이동했다.
이렇게 생긴 프로그램 공백은 TBS계나 후지계의 프로그램으로 교체되면서 개국 후에도 여러 가지 사정으로 KRY에서 방송을 계속하던 TBS계 프로그램이 모두 TYS로 이행되었고 그 때문에 골든 타임 방송비율은 TBS 63%, 후지 23%, 로컬+그 외 14%가 되었지만 TV 아사히와는 1993년 가을 야마구치 아사히 방송이 개국할 때까지 프로그램 구입 형식으로 관계를 유지해 나간다.

### FNS 이탈
시간이 흘러 1987년 3월, 후지 텔레비전으로부터 다음과 같은 요청이 있었다.
1. 후지 TV와 TV야마구치는 FNS 계열로서 앞으로도 우호적인 파트너 관계를 한층 더 강하게 하고 싶다.
2. TV야마구치는, 후지TV, 도쿄방송의 크로스넷 방송국으로서 후지TV 프로그램과 도쿄방송 프로그램을 대등하게 방송할 수 있다.
3. TV야마구치측에서 후지TV의 낮·저녁·밤 뉴스중 하나를 동시연결하면 좋겠다.

후지측은 이러한 신청에 응하지 않을 경우, 그 해 10월을 기점으로 TV 야마구치를 FNS 계열국에서 제외시킨다고 전했다.
이렇게 되자 TV 야마구치는 JNN 협정 관계상 위의 전문에 있는 3항을 이행하기 곤란해 하면서 1987년 가을 개편때 간사이 TV 방송의 프로그램이 편성될 예정이었던 월요일 오후 10시 범위에 TBS계의 프로그램을 넣음으로서 후지TV와 네트워크 관계를 해지한 후, FNS를 탈퇴 하지 않을 수 없게 되었다.
그러나, 위 전문 1항에서 「앞으로도 우호적인 파트너 관계를 한층 더 강하게 하고 싶다.」라는 말에서 보이듯이 후지TV와 TV야마구치의 관계는 꽤 양호했으며 더욱이 후지TV측도 JNN협정에 의해 TV야마구치가 FNN에 가입하는 것은 곤란하다는 것을 알고 있었으므로 FNS에서 원만히 탈퇴하도록 조치했다.
그리고 중심방송국간(TBS·후지TV) 관계 역시 지금도 업무 제휴를 맺는 등 양호한 상태가 유지되고 있으며 이러한 이유로 2010년 현재에도 후지 텔레비전과는 프로그램 구입 최우선 대상자로서 관계를 유지하고 있다.

### 현내 3국 체제 후의 전망
1993년 10월 TV아사히계열 완전가맹국 야마구치 아사히 방송이 개국하면서 야마구치현내의 민방은 야마구치 방송(니혼TV 계열국), TV야마구치(TBS 계열국), 야마구치 아사히 방송(TV아사히계) 3국 체제(모두 사실상 완전가맹국)가 되어있다.
덧붙여 서부에서는 후쿠오카쪽 방송국을 볼 수 있으며(디지털화 이후에도 해상 전파등으로 시청 할 수 있는 지역이 많다고 여겨진다), 동부에서는 히로시마쪽 방송국이나 에히메쪽 방송국을 수신할 수 있지만 주변의 현에 비해 후지TV의 프로그램을 시청할 수 있는 세대는 그렇게 많지 않다고 할 수 있다.

## 야마구치현에 있는 다른 텔레비전·라디오 방송국
- NHK 야마구치 방송국
- 야마구치 방송(kry)(TV는 니혼 TV계열, 라디오는 JRN&NRN계열국)
- 야마구치 아사히 방송(yab)(TV 아사히 계열)
- FM야마구치(JFN 계열)